# Lewis Baker
Lewis Renard Baker (ur. 25 kwietnia 1995 w Luton) – angielski piłkarz jamajskiego pochodzenia występujący na pozycji pomocnika w angielskim klubie Stoke City. Wychowanek Luton Town, w trakcie swojej kariery grał także w takich zespołach, jak Sheffield Wednesday, MK Dons, Vitesse, Middlesbrough, Leeds United, Reading, Fortuna Düsseldorf, Trabzonspor. Młodzieżowy reprezentant Anglii.